# Juglans venezuelensis
Juglans venezuelensis är en valnötsväxtart som beskrevs av Manning. Juglans venezuelensis ingår i släktet valnötter, och familjen valnötsväxter. Inga underarter finns listade i Catalogue of Life.